# Accords Darlan-Kato
 (septembre 2014).
Les accords Darlan-Kato, signés le 29 juillet 1941, régissent les relations entre l’empire du Japon et le gouvernement de Vichy sur le territoire de l’Indochine française à la suite de l’invasion japonaise de 1940.

## Contexte
À la suite de la défaite française de juin 1940, les Japonais exigent du gouverneur général Georges Catroux la fermeture de la frontière chinoise aux convois débarqués à Haï Phong, acheminant matériels et carburants en Chine. Catroux est contraint de céder aux Japonais le contrôle de la frontière nord. Les autorités de Vichy le révoquent pour avoir autorisé une intervention étrangère sur le territoire français et le remplacent par le vice-amiral d'escadre Jean Decoux.
Le 22 septembre 1940, après quelques tergiversations, Decoux est contraint de signer avec les Japonais un accord de coopération territoriale et militaire, qui, en échange de la reconnaissance de la souveraineté française sur l’Indochine, met à la disposition des Japonais, au nord du Fleuve rouge, trois aérodromes permettant le stationnement de 6 000 hommes.
Par ailleurs, l’armée japonaise peut librement traverser le Tonkin, au nord de la péninsule indochinoise, pour combattre les troupes chinoises du Yunnan. L’accord stipule en outre qu’en cas de difficultés face aux Chinois, les Japonais bénéficieraient de l’aide française en vue d’un éventuel rembarquement à Haï Phong. Toutefois, le nombre de soldats japonais en Indochine est théoriquement plafonné à 25 000 hommes.
Ce premier accord est rapidement rompu par les Japonais lors de l'« Affaire de Lạng Sơn » en septembre 1940.

## Accords
Les accords Darlan-Kato, négociés par Jacques Benoist-Méchin, sont signés le 29 juillet 1941 à Vichy et stipulent que la France autorise le Japon à utiliser ses aérodromes dans le sud de l'Indochine et à stationner des troupes sur tout le territoire indochinois.
L'ambassadeur Kato dit au cours des négociations que « la deuxième raison de l'occupation entreprise était le besoin de sécurité militaire » et déclare que « le Japon croit que certaines puissances étrangères s'appuient sur une politique d'encerclement du Japon et que le mouvement japonais est purement une mesure de précaution ».
Les accords posent le principe d’une défense commune, disposition qui reste sans effet. La France affirme plus tard sa neutralité dans la Guerre du Pacifique et son refus de participer à toute action offensive. Le Japon obtient également des matières premières et du riz contre l'engagement à respecter la souveraineté française sur l'Indochine. Le gouvernement japonais est inquiet d'une coupure de l'approvisionnement dans ces denrées, vitales pour le Japon. Les Japonais s'installent au Cambodge.
Les négociations pour l’application des accords sont laissées à l’initiative de l’amiral Decoux, qui fait traîner les choses jusqu’en décembre 1941.

## Phase ultime
Au lendemain de l’attaque de Pearl Harbor, les Japonais présentent encore un ultimatum à Decoux demandant l’application sans délai et sans restriction des accords Kato-Darlan, ou le Japon assurera lui-même le contrôle total du territoire indochinois.
Le vice amiral d'escadre Decoux obtient des Japonais la répartition des zones de défense. La surveillance de la frontière chinoise est confiée aux Français puisqu’on sait que la Chine n’a aucune intention d’envahir l’Indochine. Toutes les côtes sont confiées à la défense japonaise contre les possibles débarquements américains ou britanniques. 
Le secrétaire général du gouvernement Georges Gautier justifie le comportement de Decoux au cours du mois de décembre 1941, qui croit que si Decoux avait adopté une attitude totalement négative et repoussé les exigences japonaises : « C’était la solution de facilité, celle qui aurait permis de se tailler une réputation de résistant avant la lettre, sur les ruines de la souveraineté française. » Il faudrait ajouter « sur les horribles souffrances et sur les tombes de la plupart des 46 000 Français présents en Indochine, qu’ils soient militaires ou civils »[réf. nécessaire].
De son côté, la France libre a déclaré la guerre au Japon dès le lendemain de l'attaque surprise de Pearl Harbor, le 9 décembre 1941.